# Trachyscorpia cristulata echinata
Trachyscorpia cristulata echinata is een ondersoort van de straalvinnige vissen uit de familie van de schorpioenvissen (Sebastidae). De wetenschappelijke naam van de soort is voor het eerst geldig gepubliceerd in 1896 door Köhler.